# Carlos González Henríquez
Carlos González Henríquez (Lima, 12 de julio de 1949 - Distrito de Sauce, 24 de julio de 2013) fue un empresario y promotor turístico peruano. Fue conocido por promover el ecoturismo en el departamento de San Martín con la franquicia Puerto Palmeras.
Previamente, Carlos ejerció como abogado, funcionario bancario y exempresario del sector textil. Desde los años 1980, el empresario realizó documentales de la selva peruana bajo el apodo de "cacique de Kanchiskucha", hasta ese entonces surgido por el terrorismo de la década.
Una de las obras más conocidas por Carlos González fue la cadena de hoteles Puerto Palmeras. El hotel Puerto Palmeras Tarapoto Resort fue construido en 1987 en Tarapoto. La franquicia fue extendiéndose en la reserva Lago Lindo (ubicada en el distrito de Sauce), Pomacocha (departamento de Amazonas) y Yurimaguas. La empresa es auspiciadora del Birding Rally Challenge, concurso donde busca la conservación de las aves mediante la búsqueda de especies en el país.
Tras su muerte en el 2013 por causas naturales, el empresario obtuvo premios póstumos: Con el Premio Excelencia en Turismo del MINCETUR por ser "defensor de la ecología, de las riquezas de la naturaleza"; como Emprendedor del Año 2013 en la Semana Mundial del Emprendimiento; una distinción honorífica por la Cámara de Comercio de La Libertad; entre otros.
Además, Carlos González fue padre de Rodrigo (presentador de programas de farándula) y esposo de Lydia Lupis.